# Saninjen, Gåss
Saninjen, Gåss är det finlandssvenska bandet 1G3Bs fjärde studioalbum. Albumet finns gratis att ladda ner på deras hemsida och släpptes 2008.
Albumet är det längsta i bandets diskografi och karakteriseras av bandmedlemmarna själva som deras "white album". Skivan är inspelad i Vasa, Åbo, Karis och Esbo samt mixad och producerad av bandets keyboardist Böhlhammer Ollonmark. 

## Låtlista[3]
1. Korvin Ruular
2. Dödshöve
3. Trindbuss Spelar Snooker
4. I.F.I.F.å.M.
5. Mett Flesk
6. The Ballad Of Hatefolk
7. Bo Löthman Sälja Armin Åt Jevulin
8. Råtton I Niesta Liiv
9. Saturnus
10. Eppel
11. Dryömin Om E Silverfärga Euphonium
12. Toåran Fö Edwin